# Wat de distel beleefde
Wat de distel beleefde is een sprookje van Hans Christian Andersen, het verscheen in 1870.

## Het verhaal
Er komen veel mensen uit de omtrek naar de prachtig onderhouden tuin bij een rijk landgoed. Op zon- en feestdagen gaan ze naar het kasteel om toestemming te vragen de tuin te bekijken. Buiten tegen het hek, langs de zandweg, staat een grote distel. Het is een grote plant met veel vertakkingen, je kan het beter een distelbosje noemen. Alleen de oude ezel die de melkwagen trekt, kijkt naar de distel. Hij wil hem eten, maar het touw is te kort. Er zijn veel gasten op het kasteel, ook een jongedame uit Schotland van hoge geboorte. Haar moeder let goed op haar als de jeugd croquet speelt. Alle meisjes plukken een bloem en steken hem in een knoopsgat van een jongeman. Het Schotse meisje ziet niets van haar gading, maar ziet dan de distel met roodblauwe bloemen. Ze vraagt de zoon des huizes een bloem voor haar te plukken die in het wapen van haar land prijkt.
De jongeman prikt zich alsof de bloem een rozenstruik is. Het meisje steekt de distelbloem in het knoopsgat en de andere mannen hadden graag hun eigen bloem gegeven om de distel te dragen. De distelplant is ook vereerd. Hij hoort binnen het hek thuis en een van zijn kroost is in een knoopsgat terechtgekomen. Ze vertelt het aan elke knop die uitkomt en hoort later dat de man nu ook de hand van het Schotse meisje heeft gekregen. De distelplant denkt in een pot te komen en vertelt dit tegen iedereen. Het is het hoogste dat je kan bereiken. Maar er komt niet één in een pot en niet één in een knoopsgat. Ze krijgen wel bezoek van bijen en wespen die een bruidsschat zoeken.
De bijen en wespen nemen de honing mee en de bloemen laten hun hoofdjes hangen en kwijnen weg, maar er komen nieuwe. Madeliefjes en weegbreeplanten luisteren in diepe bewondering. De oude ezel gluurt naar het distelbosje, die inmiddels denkt uit Schotland afkomstig te zijn. Haar eigen voorouders zijn in het rijkswapen gegroeid. De brandnetel heeft een voorgevoel dat ze het tot neteldoek kan brengen. De zomer en het najaar gaan voorbij. De boom verliest zijn blad en de tuinmansleerling zingt dat er in almanakken staat geschreven hoe dingen omhoog gaan en dan weer zakken. De dennenboomjes in het bos verlangen naar kerst. De bruiloft van het paar was acht dagen geleden, maar de distel staat nog steeds waar hij stond. Hij houdt stand met een laatste bloem, maar heeft bij de wortel nieuwe loten gekregen.
Het paar komt in de tuin en loopt langs het hek en de jongeman moet de distelkelk plukken. De vrouw wil dat er zo'n vorm in de lijst om hun schilderij wordt gesneden. De bloem komt in de tuin, op het kasteel en in de zaal. De bloem ziet een schilderij van het bruidspaar en in het knoopsgat van de bruidegom is een distelbloem geschilderd. De distel vraagt zich af waar hij zelf terecht zal komen. De ezel wil graag dat de plant bij hem komt, want hij kan er niet bij. Maar de distel antwoordt niet, ze denkt tot kerstmis en haar conclusie is dat ze tevreden is buiten het hek te staan als haar kinderen binnen zijn. De zonnestraal zegt dat ook zij een goede plek zal krijgen, in een sprookje.